# Hala sportowa Muszyna
Hala sportowa Muszyna – hala sportowa w Muszynie, w Polsce. Obiekt może pomieścić 1200 widzów. Swoje spotkania na co dzień rozgrywają na nim siatkarki Muszynianki Muszyna, zarówno w rozgrywkach ligowych, jak i w europejskich pucharach. Hala gościła m.in. pierwsze spotkanie finałowego dwumeczu siatkarskiego Pucharu CEV kobiet w sezonie 2012/2013.